# Frank Tinsley
Francis Xavier Theban Tinsley (New York, 29 november 1899 - Old Saybrook, 23 juni 1965) was een Amerikaanse illustrator gespecialiseerd in concepttekeningen van voertuigen. Hij staat beter bekend als Frank Tinsley.

## Biografie
Op 29 november 1899 werd Tinsley geboren in Manhattan, New York. Zijn vader was Francis B. Tinsley, een emigrant uit Engeland die een eigen groothandel in steenkool bezat. Zijn moeder was Gertrude R. Theban, geboren in New York en van Duitse, Franse, Engelse en Ierse afkomst. Samen had het koppel zes kinderen, waarvan Frank de derde was. Hij had drie zussen en twee broers.
In 1917 rondde hij zijn middelbare schoolopleiding af, waarna hij aan het werk ging als leerling bij een kunstenaar in de onderzoeksafdeling van het Metropolitan Museum of Art in New York. Op 13 september 1918 meldde hij zich voor zijn dienstplicht voor de Eerste Wereldoorlog. Hij werd geregistreerd als lang en slank gebouwd met bruine ogen en kastanjebruin haar. Geen medische problemen. Zijn militaire diensttijd doorbracht Tinsley als tekenaar in een ontwerpafdeling van het oorlogsministerie. Volgens hem was hij waarschijnlijk de jongste één-dollarverdiener tijdens de oorlog. De Amerikaanse wet verbiedt de regering namelijk om de diensten van onbetaalde vrijwilligers te aanvaarden. Tijdens de Eerste Wereldoorlog waren ongeveer 1.000 van dergelijke mensen in dienst bij de Verenigde Staten.
Tegen 1920 werkte hij als freelance pen en inkt artiest voor onbekende publicaties. Ook werkte hij als toneelkunstenaar en adviseur-regisseur voor Cosmopolitan Productions, waar hij stille films maakte. Deze vroege filmstudio was eigendom van William Randolph Hearst, een persoonlijke vriend van Tinsley. In 1924 trouwde hij met Emily Hughes. Ze kregen geen kinderen.
In 1928 begon Tinsley met het verkopen van freelance interieurverhaalillustraties en omslagen voor diverse pulp-tijdschriften. Zo was hij de illustrator van de Street & Smith pulpluchtvaartserie Bill Barnes uit 1934. De verhalen, geschreven door George L. Eaton (een pseudoniem voor een opeenvolging van schrijvers), verschenen in Bill Barnes Air Adventurer en later Bill Barnes Air Trails. Eind jaren dertig verliet Tinsley deze functie, en begon hij met het maken van de krantenstrip Yankee Doodle, die al snel werd omgedoopt tot Captain Yank. Deze strip verscheen van 1940 tot 1945.
In de jaren vijftig schreef en illustreerde hij artikelen over futuristische scenario's voor publicaties als Mechanix Illustrated en sciencefictiontijdschriften als Amazing Stories. Zo publiceerde Tinsley zijn versie van een nucleair aangedreven passagiersluchtschip in Mechanix Illustrated, als bijdrage aan het Atoms for Peace-program. In 1955 werd dit programma gestart door de Amerikaanse overheid, naar aanleiding van de toespraak van Eisenhower. Het doel van dit program was het bevorderen van vreedzaam gebruik van kernenergie. Tinsley's illustraties vonden ook hun weg naar de vakliteratuur. De regering bleef sceptisch en besloot uiteindelijk het civiele nucleaire vrachtschip Savannah te bouwen.
In 1954 verhuisde Tinsley naar Old Saybrook, Connecticut, waar hij zich bezighield met gemeenschapszaken. Zo was hij voorzitter van de planningscommissie van de stad, hoofd van de overstromingsbeheerraad, directeur van de kamer van koophandel en stichtend voorzitter van de Old Saybrook Historical Society. In de periode van 1958 tot 1960 maakte Tinsley nog een serie illustraties voor de American Bosch Arma Corporation. Dit was voor een reclamecampagne genaamd Steps In The Race To Outer Space, voor de promotie van hun traagheidsnavigatiesysteem en ruimtetechnologie.
Op 23 juni 1965 overleed Tinsley aan een hartaanval; hij werd 65 jaar oud.